# مكاك هيكي
مكاك هيكي (الاسم العلمي: Macaca hecki) (بالإنجليزية: Heck's Macaque)‏ هو نوع من الحيوانات يتبع جنس السعدان المكاك من فصيلة سعادين العالم القديم.